# Mount Bodziony
Mount Bodziony ist ein Berg an der Walgreen-Küste des westantarktischen Marie-Byrd-Lands. Die kliffartige Formation ragt am nördlichen Ende des Hunt Bluff auf der Bear-Halbinsel auf. Seine Westflanke ist eine steile Felswand von über 400 m Höhe.
Das Advisory Committee on Antarctic Names benannte ihn 1977 nach Major Ronald J. Bodziony (1939–2019) von der United States Army, der zwischen 1973 und 1976 an Kampagnen der Operation Deep Freeze beteiligt war.